# WWE Tag Team Championship
Die WWE Tag Team Championship (zu deutsch WWE Meisterschaft der Tag Teams) ist ein Wrestling-Titel der US-amerikanischen Promotion World Wrestling Entertainment (WWE). Er ist neben der World Tag Team Championship einer von zwei Tag-Team Titeln im WWE-Hauptkader und wird bei SmackDown verteidigt. Die aktuellen Titelträger in ihrer ersten gemeinsamen Regentschaft sind Dexter Lumis und Joe Gacy (The Wyatt Sicks).
Die Meisterschaft wurde ursprünglich als SmackDown Tag Team Championship am 23. August 2016 eingeführt, und das Team aus Heath Slater und Rhyno waren die ersten Champions. Sie wurde für SmackDown als zweiter Tag Team Titel der Promotion eingeführt, um die vorherige WWE Tag Team Championship zu ergänzen, die exklusiv zu Raw wechselte und in Raw Tag Team Championship umbenannt wurde. Von Mai 2022 bis April 2024 wurde der Titel zusammen mit seinem SmackDown-Gegenstück als Undisputed WWE Tag Team Championship verteidigt, wobei beide ihre individuelle Linie beibehielten. Unter dem Undisputed-Banner wurden beide Titel gleichzeitig die ersten Tag-Team-Meisterschaften, die im Main Event der WWE-Flaggschiff-Veranstaltung WrestleMania verteidigt wurden. Das Match fand im Main Event WrestleMania 39 Night 1 im April 2023 statt. Im darauffolgenden Monat wurden die Titel erneut im Hauptkampf eines Pay-per-View-Events bei Night of Champions verteidigt. Die Titel wurden dann bei WrestleMania XL im April 2024 gesplittet, wobei die SmackDown Tag Team Championship in WWE Tag Team Championship und der Raw-Titel in World Tag Team Championship umbenannt wurde.

## Geschichte
Am 25. Mai 2016 gab die WWE auf einer Pressemitteilung bekannt, dass der Roster Split oder die Brand Extension, die 2002 eingeführt und Ende 2011 eingestellt wurde, zurückkehren wird. Der WWE Draft fand am 19. Juli 2016 bei SmackDown statt. Nachdem die WWE Tag Team Champions The New Day und somit auch die WWE Tag Team Championship nach Raw gedraftet wurden, entschied man sich einen neuen Tag Team Titel für das SmackDown-Roster einzuführen. Einen Tag nach dem SummerSlam PPV, gab Daniel Bryan, General-Manager von SmackDown auf Twitter bekannt, dass es bei der SmackDown-Ausgabe am 23. August zwei neue Titel, nämlich einen für die Tag Team Division und der andere für die Womens Division einführen wird. Bei der SmackDown-Ausgabe am 23. August 2016 präsentierten Daniel Bryan und der SmackDown Comisioner Shane McMahon die Smackdown Tag Team Championship. Am selben Abend gaben sie bekannt, dass die ersten Titelträger durch ein Turnier bestimmt werden. Das Finale fand am 11. September 2016 beim SmackDown PPV Backlash statt. Dort besiegten Heath Slater und Rhyno im Finale die Usos und krönten sich als erste Titelträger.

## Liste der Titelträger
| #  | Titelträger                                                | Nr. | Tage | Datum              | Ort                        | Veranstaltung                 | Anmerkung |
| -- | ---------------------------------------------------------- | --- | ---- | ------------------ | -------------------------- | ----------------------------- | --- |
| 1  | Heath Slater und Rhyno                                     | 1   | 84   | 11. September 2016 | Richmond, VA               | Backlash                      | Besiegten The Usos im Turnierfinale um die neu eingeführten Titel. |
| 2  | Bray Wyatt, Luke Harper und Randy Orton (The Wyatt Family) | 1   | 23   | 4. Dezember 2016   | Dallas, TX                 | TLC: Tables, Ladders & Chairs | Bray Wyatt und Randy Orton gewannen das Match. Luke Harper wurde durch die anerkannte Freebird Rule ebenfalls Champion. |
| 3  | Chad Gable und Jason Jordan (American Alpha)               | 1   | 84   | 27. Dezember 2016  | Chicago, IL                | SmackDown Live                | Dies war ein Four-Corners-Elimination-Tag-Team-Match, in dem auch Heath Slater und Rhyno und die The Usos involviert waren. |
| 4  | Jey Uso und Jimmy Uso (The Usos)                           | 1   | 124  | 21. März 2017      | Uncasville, CT             | SmackDown Live                | |
| 5  | Big E, Kofi Kingston und Xavier Woods (The New Day)        | 1   | 28   | 23. Juli 2017      | Philadelphia, PA           | Battleground                  | Kofi Kingston und Xavier Woods gewannen das Match. Big E wurde durch die anerkannte Freebird Rule ebenfalls Champion. |
| 6  | Jey Uso und Jimmy Uso (The Usos)                           | 2   | 23   | 20. August 2017    | Brooklyn, NY               | SummerSlam                    | |
| 7  | Big E, Kofi Kingston und Xavier Woods (The New Day)        | 2   | 26   | 12. September 2017 | Las Vegas, NV              | SmackDown Live                | Kofi Kingston und Big E gewannen das Match. Xavier Woods wurde durch die anerkannte Freebird Rule ebenfalls Champion. |
| 8  | Jey Uso und Jimmy Uso (The Usos)                           | 3   | 182  | 8. Oktober 2017    | Detroit, MI                | Hell in a Cell                | Dies war das allererste Tag Team Championship Match der WWE, welches in einem Hell in a Cell ausgetragen wurde. |
| 9  | Harper (2) und Rowan (The Bludgeon Brothers)               | 1   | 135  | 8. April 2018      | New Orleans, LA            | WrestleMania 34               | Dies war ein Triple Threat Tag Team Match an dem auch The New Day beteiligt waren. |
| 10 | Big E, Kofi Kingston und Xavier Woods (The New Day)        | 3   | 56   | 21. August 2018    | Brooklyn, NY               | SmackDown Live                | Kofi Kingston und Xavier Woods gewannen das Match. Big E wurde durch die anerkannte Freebird Rule ebenfalls Champion. |
| 11 | Cesaro und Sheamus (The Bar)                               | 1   | 103  | 16. Oktober 2018   | Washington, D.C.           | SmackDown 1000                | |
| 12 | The Miz und Shane McMahon                                  | 1   | 21   | 27. Januar 2019    | Phoenix, AZ                | Royal Rumble                  | |
| 13 | Jey Uso und Jimmy Uso (The Usos)                           | 4   | 51   | 17. Februar 2019   | Houston, TX                | Elimination Chamber           | |
| 14 | Jeff Hardy und Matt Hardy (The Hardy Boyz)                 | 1   | 21   | 9. April 2019      | Brooklyn, NY               | SmackDown Live                | |
| —  | Titel vakant                                               | —   | 7    | 30. April 2019     | Columbus, Ohio             | SmackDown Live                | Aufgrund einer Verletzung von Jeff Hardy gaben sie die Titel auf. |
| 15 | Daniel Bryan und Rowan (2)                                 | 1   | 68   | 7. Mai 2019        | Louisville, KY             | SmackDown Live                | Besiegten The Usos um die vakanten Titel. |
| 16 | Big E, Kofi Kingston und Xavier Woods (The New Day)        | 4   | 63   | 14. Juli 2019      | Philadelphia, PA           | Extreme Rules                 | Dies war ein Triple Threat Tag Team Match an dem auch The Heavy Machinery Otis & Tucker beteiligt waren. Zum Zeitpunkt des Titelgewinnes war Kingston der amtierende WWE Champion und er wurde nicht als Titelträger anerkannt. Nachdem The New Day am 17. April 2020 ihren sechsten Titel gewonnen hatten, wurde Kingston diese Regentschaft nach der Freebird Rule rückwirkend gutgeschrieben.                 |
| 17 | Scott Dawson und Dash Wilder (The Revival)                 | 1   | 54   | 15. September 2019 | Charlotte, NC              | Clash of Champions            | |
| 18 | Big E, Kofi Kingston und Xavier Woods (The New Day)        | 5   | 111  | 8. November 2019   | Manchester, UK             | SmackDown                     | Big E und Kingston haben das Match gewonnen. Zum Zeitpunkt des Titelgewinnes war Woods verletzungsbedingt inaktiv und er wurde nicht als Titelträger anerkannt. Nachdem The New Day am 17. April 2020 ihren sechsten Titel gewonnen hatten, wurde Woods diese Regentschaft nach der Freebird Rule rückwirkend gutgeschrieben.                                                                                    |
| 19 | The Miz (2) und John Morrison                              | 1   | 50   | 27. Februar 2020   | Riad, Saudi-Arabien        | Super ShowDown                | |
| 20 | Big E, Kofi Kingston und Xavier Woods (The New Day)        | 6   | 93   | 17. April 2020     | Orlando, Florida           | SmackDown                     | Dies war ein Triple Threat Match, an dem nur Big E, Jey Uso und The Miz teilnahmen. Der Gewinner des Matches gewann die Titel für sein Team. Woods wurde durch die anerkannte Freebird Rule ebenfalls Champion. |
| 21 | Cesaro (2) und Shinsuke Nakamura                           | 1   | 82   | 19. Juli 2020      | Orlando, Florida           | Extreme Rules                 | Dies war ein Tables Match. |
| 22 | Kofi Kingston und Xavier Woods (The New Day)               | 7   | 3    | 9. Oktober 2020    | Orlando, Florida           | SmackDown                     | |
| 23 | Angelo Dawkins und Montez Ford (The Street Profits)        | 1   | 88   | 12. Oktober 2020   | Orlando, Florida           | Raw                           | Sie tauschten die Titel mit New Day, nachdem sie durch den Draft zu RAW gewechselt sind. |
| 24 | Robert Roode und Dolph Ziggler                             | 1   | 128  | 8. Januar 2021     | Saint Petersburg, Florida  | SmackDown                     | |
| 25 | Rey Mysterio und Dominik Mysterio                          | 1   | 63   | 16. Mai 2021       | Tampa, Florida             | WrestleMania Backlash         | |
| 26 | Jey Uso und Jimmy Uso (The Usos)                           | 5   | 622  | 18. Juli 2021      | Fort Worth, Texas          | Money in the Bank             | |
| 27 | Kevin Owens und Sami Zayn                                  | 1   | 155  | 1. April 2023      | Inglewood, Kalifornien     | WrestleMania 39               | |
| 28 | Finn Bálor und Damian Priest (The Judgment Day)            | 1   | 35   | 2. September 2023  | Pittsburgh, Pennsylvania   | Payback                       | |
| 29 | Jey Uso (6) und Cody Rhodes                                | 1   | 9    | 7. Oktober 2023    | Indianapolis, Indiana      | Fastlane                      | |
| 30 | Finn Bálor und Damian Priest (The Judgment Day)            | 2   | 172  | 16. Oktober 2023   | Oklahoma City, Oklahoma    | Raw                           | |
| 31 | Austin Theory und Grayson Waller (A-Town Down Under)       | 1   | 90   | 6. April 2024      | Philadelphia, Pennsylvania | WrestleMania XL               | Es handelte sich um ein Six-Pack-Tag Team Ladder Match, bei dem sowohl die WWE SmackDown Tag Team Championship als auch die WWE RAW Tag Team Championship auf dem Spielstand. Nachdem sich Awesome Truth (The Miz und R-Truth) die WWE Raw Championship geholt hatten, gewann das Team um Austin Theory und Waller die Smackdown-Titel.                                                                          |
| 32 | Tommaso Ciampa und Johnny Gargano (#DIY)                   | 1   | 28   | 5. Juli 2024       | Toronto, Kanada            | SmackDown                     | |
| 33 | Tama Tonga, Tonga Loa und Jacob Fatu (The Bloodline)       | 1   | 84   | 2. August 2024     | Cleveland, Ohio            | SmackDown                     | Tama Tonga und Jacob Fatu gewannen ursprünglich die Tag Team Championship, aber Bloodline-Anführer Solo Sikoa befahl Fatu in der SmackDown-Folge vom 23. August, seine Hälfte des Titels an Bloodline-Mitglied Tonga Loa (der mit Tama das Tag-Team The Tongans bildet) abzugeben. Fatu soll Sikoas persönlicher Vollstrecker sein; WWE erkennt dies als eine ununterbrochene Regentschaft von The Bloodline an. |
| 34 | Alex Shelley und Chris Sabin (Motor City Machine Guns)     | 1   | 42   | 25. Oktober 2024   | Brooklyn, NY               | SmackDown                     | |
| 35 | Tommaso Ciampa und Johnny Gargano (#DIY)                   | 2   | 98   | 6. Dezember 2024   | Minneapolis, Minnesota     | SmackDown                     | |
| 36 | Angelo Dawkins und Montez Ford (The Street Profits)        | 2   | 118  | 14. März 2025      | Barcelona, Spanien         | SmackDown                     | |
| 37 | Dexter Lumis und Joe Gacy (The Wyatt Sicks)                | 1   | 29+  | 11. Juli 2025      | Nashville, Tennessee       | SmackDown                     | |

## Regentschaften – absolut

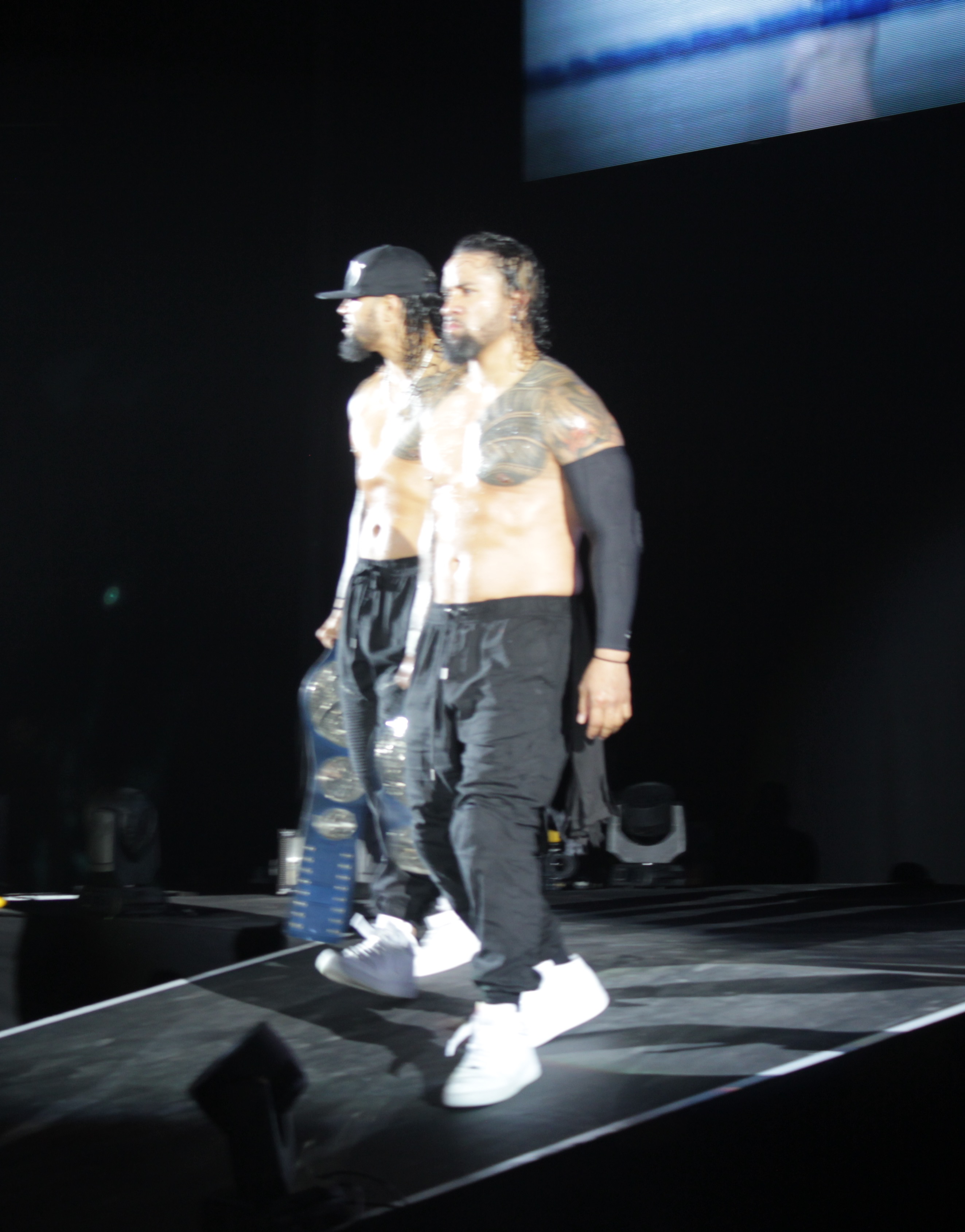
Jey Uso hielt den Titel sechsmal für insgesamt 1011 Tage und Jimmy Uso fünfmal für insgesamt 1002 Tage.

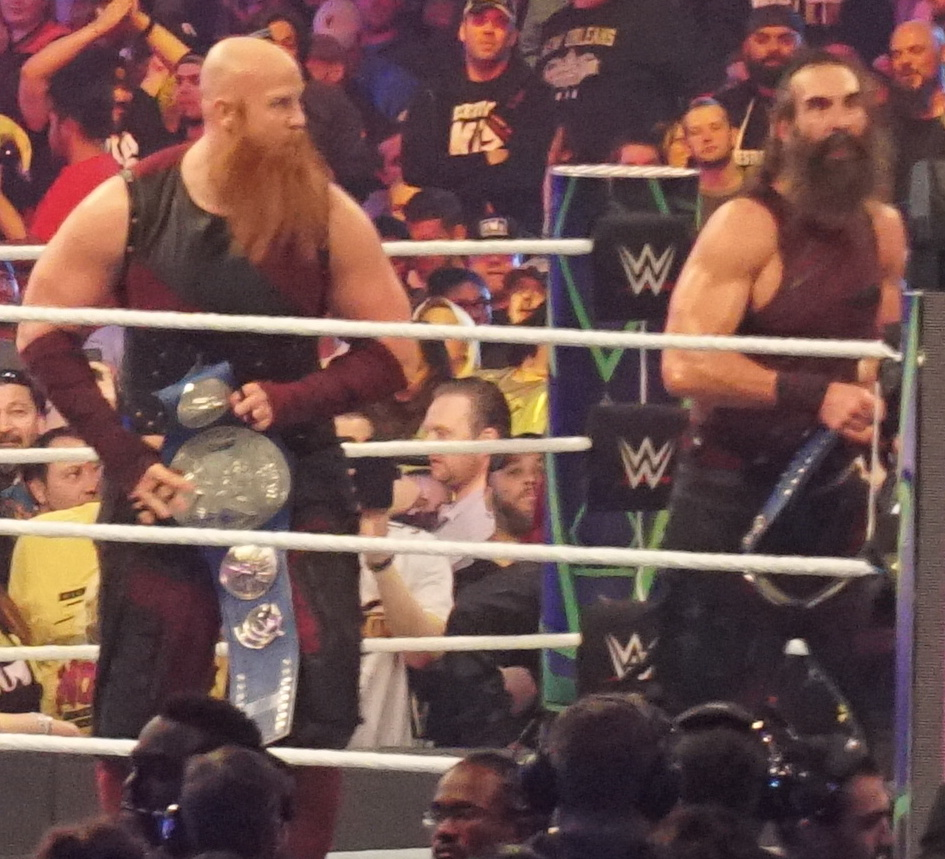
Erick Rowan hielt den Titel zweimal für insgesamt 203 Tage und Luke Harper für insgesamt 158 Tage.

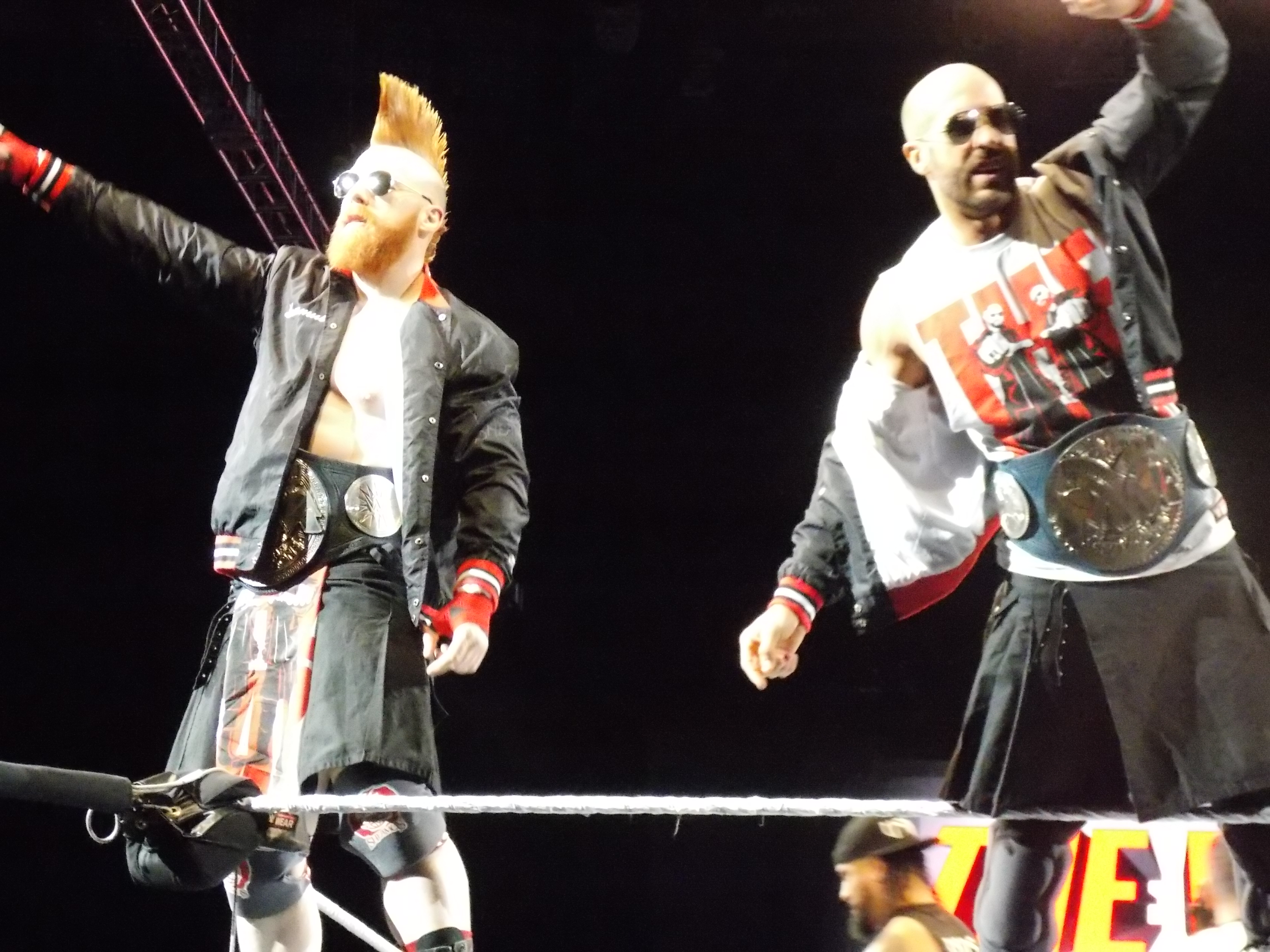
Cesaro hielt den Titel zweimal für insgesamt 185 Tage und Sheamus für 103 Tage.

| #  | Titelträger       | Nr. | Tage |
| -- | ----------------- | --- | ---- |
| 1  | Jey Uso           | 6   | 1011 |
| 2  | Jimmy Uso         | 5   | 1002 |
| 3  | Kofi Kingston     | 7   | 380  |
| 3  | Xavier Woods      | 7   | 380  |
| 5  | Big E             | 6   | 377  |
| 6  | Angelo Dawkins    | 2   | 206  |
| 6  | Montez Ford       | 2   | 206  |
| 8  | Erick Rowan       | 2   | 203  |
| 9  | Cesaro            | 2   | 185  |
| 10 | Finn Bálor        | 2   | 172  |
| 10 | Damian Priest     | 2   | 172  |
| 12 | Luke Harper       | 2   | 158  |
| 13 | Kevin Owens       | 1   | 155  |
| 13 | Sami Zayn         | 1   | 155  |
| 15 | Robert Roode      | 1   | 128  |
| 15 | Dolph Ziggler     | 1   | 128  |
| 17 | Tommaso Ciampa    | 2   | 126  |
| 17 | Johnny Gargano    | 2   | 126  |
| 19 | Sheamus           | 1   | 103  |
| 20 | Austin Theory     | 1   | 90   |
| 20 | Grayson Waller    | 1   | 90   |
| 22 | Tama Tonga        | 1   | 84   |
| 22 | Chad Gable        | 1   | 84   |
| 22 | Heath Slater      | 1   | 84   |
| 22 | Jason Jordan      | 1   | 84   |
| 22 | Rhyno             | 1   | 84   |
| 27 | Shinsuke Nakamura | 1   | 82   |
| 28 | The Miz           | 2   | 71   |
| 29 | Daniel Bryan      | 1   | 68   |
| 30 | Tonga Loa         | 1   | 63   |
| 30 | Rey Mysterio      | 1   | 63   |
| 30 | Dominik Mysterio  | 1   | 63   |
| 33 | Dash Wilder       | 1   | 54   |
| 33 | Scott Dawson      | 1   | 54   |
| 34 | John Morrison     | 1   | 50   |
| 35 | Alex Shelley      | 1   | 42   |
| 35 | Chris Sabin       | 1   | 42   |
| 37 | Dexter Lumis      | 1   | 29+  |
| 37 | Joe Gacy          | 1   | 29+  |
| 39 | Bray Wyatt        | 1   | 23   |
| 39 | Randy Orton       | 1   | 23   |
| 41 | Jacob Fatu        | 1   | 21   |
| 41 | Shane McMahon     | 1   | 21   |
| 41 | Jeff Hardy        | 1   | 21   |
| 41 | Matt Hardy        | 1   | 21   |
| 45 | Cody Rhodes       | 1   | 9    |